# ГЕС Агус IV
ГЕС Агус IV — гідроелектростанція на Філіппінах на острові Мінданао. Знаходячись між ГЕС Агус II (вище по течії) та ГЕС Агус V, входить до складу каскаду на річці Агус, яка дренує озеро Ланао та на північному узбережжі острова впадає до затоки Іліган внутрішнього моря Бохоль (моря Мінданао).
У межах проєкту річку перекрили кам'яно-накидною греблею висотою 32 метри, яка утримує водосховище з корисним об'ємом 24 млн м3. Біля правобережної частини греблі на глибині 120 метрів облаштували підземний машинний зал розмірами 80х18 метрів при висоті 37 метрів.
Основне обладнання станції становлять три турбіни потужністю по 52,7 МВт, які при напорі у 117 метрів забезпечують виробництво 762 кВт·год електроенергії на рік.
Відпрацьована вода повертається у річку по відвідному тунелю довжиною близько 3 км.
Видача продукції відбувається по ЛЕП, розрахованій на роботу під напругою 138 кВ.